# 4,5-二氢乳清酸
4,5-二氢乳清酸（英語：4,5-Dihydroorotic acid），或者简称二氢乳清酸（英語：Dihydroorotic acid）是一种乳清酸衍生物，是嘧啶生物合成的中间产物。